# 愚かなり我が心 (曲)
『愚かなり我が心』（おろかなりわがこころ　原題：My Foolish Heart）は、 1949年発表されたされたポピュラーソング及びジャズ・スタンダード。

## 概要
ヴィクター・ヤングが作曲し、歌詞はネッド・ワシントンが書いた。この曲は、1949年同名映画の中で歌手のマーサ・ミアーズによって紹介された。この曲は、批評家により批判を受けた。 Timeはそのレビューで、「サウンドトラックの感傷的なバラードのブループ-ブリープ-ブループのような涙が飛び散った過剰の荒廃を相殺するものは何もない」と書いている。 それにもかかわらず、この曲はフランク・レッサーの「ベイビー、イッツコールドアウトサイド」に敗れはしたものの、同年のアカデミー歌曲賞にノミネートされた。

## カバーバージョン
- ビル・エヴァンス
- トニー・ベネット
- カーメン・マクレエ
- チェット・ベイカー
- ジョージ・シアリング
- オスカー・ピーターソン
- アストラッド・ジルベルト